# Grand Prix Formule 1 van Groot-Brittannië 2000
De Grand Prix Formule 1 van Groot-Brittannië 2000 werd gehouden op 23 april 2000 op het circuit van Silverstone.

## Uitslag
| Positie | Nummer | Rijder                | Team               | Ronden | Tijd/Opgave | Startplaats | Punten |
| ------- | ------ | --------------------- | ------------------ | ------ | ----------- | ----------- | ------ |
| 1       | 2      | David Coulthard       | McLaren - Mercedes | 60     | 1:28:50.108 | 4           | 10     |
| 2       | 1      | Mika Häkkinen         | McLaren - Mercedes | 60     | +1.477      | 3           | 6      |
| 3       | 3      | Michael Schumacher    | Scuderia Ferrari   | 60     | +19.917     | 5           | 4      |
| 4       | 9      | Ralf Schumacher       | Williams-BMW       | 60     | +41.312     | 7           | 3      |
| 5       | 10     | Jenson Button         | Williams-BMW       | 60     | +57.759     | 6           | 2      |
| 6       | 6      | Jarno Trulli          | Jordan-Mugen-Honda | 60     | +1:19.273   | 11          | 1      |
| 7       | 11     | Giancarlo Fisichella  | Benetton Formula   | 59     | +1 Ronde    | 12          |        |
| 8       | 17     | Mika Salo             | Sauber - Petronas  | 59     | +1 Ronde    | 18          |        |
| 9       | 12     | Alexander Wurz        | Benetton Formula   | 59     | +1 Ronde    | 20          |        |
| 10      | 14     | Jean Alesi            | Prost Grand Prix   | 59     | +1 Ronde    | 15          |        |
| 11      | 16     | Pedro Diniz           | Sauber - Petronas  | 59     | +1 Ronde    | 13          |        |
| 12      | 8      | Johnny Herbert        | Jaguar Racing      | 59     | +1 Ronde    | 14          |        |
| 13      | 7      | Eddie Irvine          | Jaguar Racing      | 59     | +1 Ronde    | 9           |        |
| 14      | 20     | Marc Gené             | Minardi            | 59     | +1 Ronde    | 21          |        |
| 15      | 21     | Gaston Mazzacane      | Minardi            | 59     | +1 Ronde    | 22          |        |
| 16      | 22     | Jacques Villeneuve    | BAR-Honda          | 56     | +4 Rondes   | 10          |        |
| 17      | 5      | Heinz-Harald Frentzen | Jordan-Mugen-Honda | 54     | +6 Rondes   | 2           |        |
| Ret     | 15     | Nick Heidfeld         | Prost Grand Prix   | 51     | Motor       | 17          |        |
| Ret     | 23     | Ricardo Zonta         | BAR-Honda          | 36     | Gespind     | 16          |        |
| Ret     | 4      | Rubens Barrichello    | Scuderia Ferrari   | 35     | Hydrauliek  | 1           |        |
| Ret     | 18     | Pedro de la Rosa      | Arrows - Supertec  | 26     | Elektrisch  | 19          |        |
| Ret     | 19     | Jos Verstappen        | Arrows - Supertec  | 20     | Elektrisch  | 8           |        |

## Statistieken
| Snelste ronde | Mika Häkkinen | McLaren - Mercedes | 1:26.217 |

## Noot
- Dit was de honderdste Grand Prix-start voor Eddie Irvine. Hiermee was Irvine de 45ste coureur die minstens 100 Grands Prix had gereden.

1926 · 1927 · 1948 · 1949 · 1950 · 1951 · 1952 · 1953 · 1954 · 1955 · 1956 · 1957 · 1958 · 1959 · 1960 · 1961 · 1962 · 1963 · 1964 · 1965 · 1966 · 1967 · 1968 · 1969 · 1970 · 1971 · 1972 · 1973 · 1974 · 1975 · 1976 · 1977 · 1978 · 1979 · 1980 · 1981 · 1982 · 1983 · 1984 · 1985 · 1986 · 1987 · 1988 · 1989 · 1990 · 1991 · 1992 · 1993 · 1994 · 1995 · 1996 · 1997 · 1998 · 1999 · 2000 · 2001 · 2002 · 2003 · 2004 · 2005 · 2006 · 2007 · 2008 · 2009 · 2010 · 2011 · 2012 · 2013 · 2014 · 2015 · 2016 · 2017 · 2018 · 2019 · 2020 · 2021 · 2022 · 2023 · 2024 · 2025 · 2026 · 2027 · 2028 · 2029 · 2030 · 2031 · 2032 · 2033 · 2034